# Локомотив (организованная преступная группировка)
ОПГ «Локомотив» — организованная преступная группировка, известная крышеванием, вымогательством в Кургане с 1992 года, а также умышленными убийствами. По мнению начальника управления уголовного розыска УМВД России по Курганской области Юрия Александровича Рожкова организованное преступное формирование «Локомотив» продолжала действовать на территории Курганской области и в 2016 году.
ОПГ «Локомотив» была известна своими дерзкими преступлениями не только в родном городе, но и за его пределами. Это была одна из самых крупных зауральских группировок, «отморозков». ОПГ действовала только в городе Кургане, держав в страхе весь город. «Подвиги» бандитов подробно описаны в 55 томах уголовного дела (2011 год).
20 декабря 2012 года Курганский городской суд признал виновным бывшего депутата Курганской областной Думы Михаила Николаевича Гурко в организации некоторых преступлений ОПГ «Локомотив».
В декабре 2015 года были осуждены последние несколько членов ОПГ «Локомотив».  Однако по  мнению начальника управления уголовного розыска УМВД России по Курганской области Юрия Александровича Рожкова организованное преступное формирование «Локомотив» продолжала действовать на территории Курганской области и в 2016 году.

## Предыстория
С целью незаконного установления финансового контроля над деятельностью Центрального и Некрасовского рынков Кургана и получения денежных средств с торгующих там предпринимателей Дмитрий Попов организовал преступную группу «Локомотив».
Во главе ОПГ «Локомотив» стояли семь человек: Дмитрий Попов, Павел Каканов, Евгений Линд, Алексей Рыбак, Сергей Иванов, Игорь Губин и Сергей Авраменко. Некоторые участники ОПГ были ранее судимыми, экс-сотрудниками милиции и бывшими спортсменами. Также на ОПГ работал целый отряд наемных телохранителей из г. Москвы (лидер отряда телохранителей Александр «ПОВАР»). Из характеристик на лидеров ОПГ:
Дмитрий Попов, 1979 года рождения, ранее был судим.
Павел Каканов, 1979 года рождения, ранее был судим четыре раза.
Евгений Линд, 1982 года рождения, ранее не судим. Учился в военном институте.
Алексей Рыбак, 1983 года рождения, ранее был судим шесть раз.
Сергей Иванов, 1969 года рождения, экс-сотрудник милиции. Ранее не судим. Имеет награды.
Игорь Губин, 1975 года рождения, ранее не судим.
Сергей Авраменко, 1975 года рождения, ранее не судим....

## Преступления
Некоторые из преступлений, которые совершила ОПГ «Локомотив»:
1. Нападение на заместителя главы городского самоуправления города Кургана Виктора Серкова (октябрь 2004) — Сергей Авраменко должен был нанести несколько несмертельных ударов молотком, когда Серков вышел из квартиры и начал спускаться, его догнал Авраменко, замахнулся, но с молотка слетел боек. Авраменко нанес удары рукояткой молотка и скрылся. Он сделал своё дело, Серкова надо было только напугать. В ходе судебных разбирательств Авраменко признается, что ему была поставлена задача «за пять тысяч рублей пробить одному человеку голову, но не убивать».
2. Напугать кандидата в губернаторы Курганской области Евгения Собакина (декабрь 2004) — Михаил Гурко принял активное участие в совершении хулиганства в составе организованной группы, один из членов которой, Авраменко, подъехав к дому по ул. Блюхера, где находился предвыборной штаб Собакина, Авраменко забросил боевую гранату Ф-1 без боевого взвода в окно штаба, но не привел её в действие, так как взрывать не требовалось.
3. Покушение на заместителя директора по финансовым и экономическим вопросам РНЦ «ВТО» им. Илизарова Александра Федотова (июль 2006) — Гурко действовал под влиянием некоего «неустановленного следствием лица», которое «обратилось к Гурко и путём уговоров склонило его к причинению тяжкого вреда здоровью» Федотову "с целью прекращения его служебной деятельности, на которой он по решению правительства России занимался передачей в собственность РФ из собственности области курортов «Лесники» и «Озеро Медвежье». При подстрекательстве этого неизвестного Гурко и привлек к совершению преступления Попова, а тот по согласованному с Гурко плану — других участников группы. Гурко привез Федотова 20 июля 2006 года из бара «Бирхаус» на своей машине к месту преступления — дому, где жил Федотов, там оставил его и уехал. Шинкин ударил Федотова палкой по голове, а Авраменко ударил Федотова ножом в живот. За это преступление Гурко заплатил Попову 20 тыс. руб., а Авраменко получил 100 тыс. руб[3].
4. Убийство Геннадия Прокудина (2 декабря 2007 года) — Прокудин был конкурентом Попова. Алексей Рыбак убил его возле дома потерпевшего на улице Зорге. За исполнение заказа киллер из Каменска-Уральского Свердловской области получил всего 200 тысяч рублей.
5. Убийство предпринимателя Сергея Полетаева (март 2008) — Полетаев задолжал Попову менее 1 миллиона рублей за приобретенный автомобиль. Преступники (Авраменко, Линд, Иванов и Губин) встретились во дворе его дома. Представившись сотрудниками милиции (у Сергея Авраменко и Павла Каканова были при себе удостоверения), они надели на Полетаева наручники, посадили его в автомобиль. В машине на голову Полетаева надели шапку, дотянув её до подбородка, обмотали ноги скотчем. Доехав до гаражного кооператива, похитители перенесли Полетаева в другой автомобиль — фургон Сергея Иванова. Из гаражного кооператива преступники ехали по центру города. В машине они задушили предпринимателя. Чтобы скрыть следы преступления, друзья решили сжечь тело. Они заехали на автозаправку, купили бензин. После этого приехали в заброшенные гаражи в районе аэропорта, выгрузили там тело Сергея Полетаева и подожгли его. Труп случайно нашли участники игры «Ночной дозор».
6. Покушение на заместителя директора МУП «Зауралснаб»[4] Валентину Ветцель — Сергей Авраменко подошел к ней и швырнул в лицо серную кислоту. Пострадавшая уверена, что организаторами нападения на неё также явились Гурко и Попов, так как считали, что из-за неё они потеряли доходы. По их мнению, она способствовала расторжению договора коммерческой концессии (вид отношений между рыночными субъектами, когда одна сторона передает другой за плату право на определенный вид бизнеса), заключенного между МУП «Зауралснаб» и индивидуальным предпринимателем. В результате расторжения договора Попов был лишен возможности собирать «дань» с предпринимателей и получать долю прибыли с микрорынка «Некрасовский».
7. Крышевание «Некрасовского» и «Центрального» рынков города Кургана.
8. Убийство Сурена Арутюняна (28 апреля 2009 года) — Сурен работал заместителем директора в небольшой строительной фирме и имел долю на Центральном рынке Кургана. Не сумев с ним договориться, «локомоты» расстреляли Арутюняна, когда он гулял с собакой во дворе своего дома по ул. Галкинской[5].

Помимо этих преступлений участники преступной группы изобличены в незаконном приобретении, хранении, перевозке, ношении и передаче огнестрельного оружия, взрывных устройств и взрывчатых веществ. В ходе обысков у них обнаружен и изъят целый арсенал оружия и боеприпасов, состоявший на вооружении преступного формирования.
В 2015 году осужденного на длительный срок Дмитрия Попова, жестоко убили в одном из учреждений ФСИН.
А в 2017 году получил 9 лет колонии строгого режима лидер ОПГ "Локомотив Сергей Лосев, 1962 года рождения.

## Связи с властью
На допросах члены ОПГ указывали, что заказчиком некоторых преступлений был местный предприниматель и депутат Курганской областной Думы IV созыва Михаил Николаевич Гурко, известный по прозвищу «Депутат». Осенью 2004 года он попросил главаря «Локомотива» Прохудина избить заместителя главы администрации города Кургана Виктора Серкова. За дело взялся «правая рука» Прохудин Дмитрий Попов. Гурко передал преступникам всю информацию о вице-мэре. (Напомним, что в 2004 году в Курганской области, кроме выборов депутатов Курганской областной Думы и губернатора, проводились ещё выборы главы города Кургана). Гурко также попросил «Попа» «припугнуть Собакина», закинув в его офис боевую гранату. За работу заранее передал 500 долларов США. Попов указал, что он организовал причинение тяжких телесных повреждений Федотову по заказу Гурко. За работу получил всего 20 тысяч рублей.
В 2011 году советник губернатора Курганской области Михаил Николаевич Гурко, сбежавший на Украину, был объявлен в международный розыск через Интерпол. Уголовное дело возбуждено СУ СК по УрФО в конце 2010 года по статье «Бандитизм». В августе 2012 года экс-депутата задержали на Украине и экстрадировали в Россию следователям СКР Екатеринбурга.
Гурко сообщил следствию подробности о фактах масштабной коррупции и злоупотреблении полномочиями должностными лицами в органах власти Курганской области, связанных в том числе, с передачей рейдером Павлом Анатольевичем Федулёвым взяток за назначение его друга Андрея Анатольевича Вихарева сенатором от Курганской областной Думы. Гурко дал показания по делу об обстоятельствах, возможных исполнителях и организаторах убийства «локомотами» в 2002 году депутата Курганской областной Думы II созыва Александра Сергеевича Антошкина.
20 декабря 2012 года, Курганский городской суд (судья Вячеслав Володин) вынес приговор по уголовному делу в отношении бывшего депутата Курганской областной Думы 66-летнего пенсионера Михаила Гурко. Он признан виновным в совершении преступлений, предусмотренных ч. 2 ст. 213 УК РФ (хулиганство, совершенное с применением оружия, организованной группой), п. «а» ч. 3 ст. 111 УК РФ (умышленное причинение тяжкого вреда здоровью, совершённые по найму, организованной группой). Суд признал Михаила Гурко виновным в указанных преступлениях и соответствии с позицией государственного обвинителя Управления Генеральной прокуратуры Российской Федерации в Уральском федеральном округе приговорил его к 5 годам лишения свободы с отбыванием наказания в исправительной колонии строгого режима. На слушание его дела ушло меньше двух часов: уголовное дело по ходатайству самого Гурко рассматривалось в особом порядке — без допроса потерпевших и свидетелей. Обвинение на процессе представлял прокурор отдела Управления Генпрокуратуры по УрФО Илдар Якупов. Адвокаты Генрих Оганесян и Константин Каплунько воспользовались возможностью обратить внимание суда на то, что Гурко никогда не скрывался от следствия. Гурко заявил, что после покушения, совершенного на него в январе 2009 года, правоохранительными органами, расследовавшими это дело, ему была предоставлена защита. Однако спустя полгода ему якобы сказали, что осуществление защиты обходится слишком дорого, и посоветовали ему на время скрыться. По словам Гурко, он уехал из России, пересекал границу по своему паспорту и проживал в Херсоне легально под своей фамилией и регулярно отмечался в соответствующих органах. Он также периодически выезжал в Россию и вновь возвращался в Херсон. Несмотря на это, следствие решило объявить его в розыск, хотя, по словам адвоката Константина Каплунько, его «совершенно спокойно нашли там, где он и должен был быть». Уголовное дело по факту покушения на Гурко было закрыто. В качестве смягчающего обстоятельства адвокат Каплунько просил суд признать, что всё то, что совершено Михаилом Николаевичем, было совершено в силу большой материальной, служебной или иной зависимости, в которой он находился, от влиятельных лиц, от которых поступали заказы.

## Приговоры
Оглашение приговора 11 ноября 2011 года длилось около семи часов. Дмитрию Попову назначено наказание в виде заключения сроком на 24 года, Сергею Авраменко — на 22 года, Игорю Губину и Евгению Линду определено по 17 лет 6 месяцев, Алексею Рыбаку — 14 с половиной лет, Сергею Иванову — 12 лет, Павлу Каканову — 8 лет. Самому старшему Иванову на момент совершения преступлений было 36 лет, самому младшему — Рыбаку — 22 года. Наказание осужденные будут отбывать в ИТУ строгого режима.
Приговор вынесен с учетом высокой степени общественной опасности совершенных преступлений, относящихся к категории особо тяжких, обстоятельств уголовного дела, данных о личности и роли каждого из участников организованной преступной группы в совершении преступлений.
Суд также постановил взыскать с осужденных денежную компенсацию морального вреда в пользу потерпевших в размере 6 млн руб.
Коллегия по уголовным делам Верховного суда РФ 27 марта 2012 года рассмотрела кассационные жалобы обвиняемых и их адвокатов и не нашла оснований для отмены или пересмотра приговора суда первой инстанции.
1 октября 2013 года вышел на свободу курганский бандит Сергей Лосев. Суд его оправдал по части 1 статьи 105 УК РФ («Убийство») в связи с отсутствием в его действиях состава преступления, при этом суд признал Лосева виновным по части 1 статьи 222 УК РФ («Незаконные приобретение, передача, сбыт, хранение, перевозка или ношение оружия, его основных частей, боеприпасов, взрывчатых веществ и взрывных устройств») и приговорил его к 2 годам лишения свободы. Но его освободили из-под стражи в зале суда, поскольку срок давности по этому делу уже истек. В сентябре 2004 года во дворе Курганской областной больницы был обнаружен труп неоднократно судимого Романа Турутина, убитого несколькими выстрелами. В 2009 году сыщики объявили о раскрытии преступления, а главным подозреваемым стал Сергей Лосев. Его признали виновным и приговорили к 13 годам лишения свободы. Кассационная инстанция решение суда отменила, но позднее Лосев снова был признан виновным в убийстве и осужден на 10 лет лишения свободы, но 1 октября 2013 года освобождён.
В Кургане около 20 часов 17 февраля 2014 года около спорткомплекса «Молодёжный» был убит местный криминальный авторитет, один из активных участников ОПГ «Локомотив» Вячеслав Шаров («Шара»), 1975 года рождения. Когда он подошел к своему автомобилю, в него выстрелили не менее пяти раз. Шаров скончался на месте. У Вячеслава Шарова были доли в одной из крупных ритуальных контор Кургана — ООО «Зауральский похоронный дом», а так же он владел смежным бизнесом: например 50 % долей в ООО «Уралремстрой» (уборка кладбищ) и 33,3 % в ООО «Гарант» (сбор сточных вод и отходов).
5 октября 2015 года Курганский областной суд приговорил руководителя киллеров Андрея Андреева (на самом делу у него другая фамилия) к 16 годам лишения свободы строгого режима за совершение нескольких убийств, покушения на убийства, разбой и другие тяжкие преступления. Он скрывался от правосудия у родственников в Сочи, где оперативники УФСБ по Курганской области задержали его летом 2014 года.
8 октября 2015 года Курганский областной суд вынес приговор 42-летнему наемному убийце Сергею Мельченкову, расстрелявшего депутата Курганской областной Думы Александра Антошкина в офисе здания у мэрии Кургана в 2002 году. Курганский суд приговорил его к 17 годам заключения с отбыванием наказания в колонии строгого режима. Заказчиком убийства Александра Антошкина, по версии следствия, выступил лидер группировки Прохудин, убитый в 2007 году в день выборов. Организовал убийство Антошкина Андрей Андреев, который вечером 4 декабря 2002 года на автомобиле ВАЗ-2107 привез к офису ООО «Новая Россия», расположенному по улице Коли Мяготина, 124а, Сергея Мельченкова, который стал ждать появления Антошкина возле окна его рабочего кабинета. Увидев вошедшего предпринимателя, Мельченков через стекло расстрелял Антошкина из автомата Калашникова. Антошкин скончался на месте. В 2002 году Мельченков застрелил из обреза неоднократно судимого жителя Кургана Виктора Сухарева, у которого с лидером «Локомотива» Прохудиным возник конфликт в сфере криминального влияния.
В декабре 2015 года осудили на «пожизненное лишение свободы» Рафаэля Сизунова — за умышленное убийство троих человек и разбойное нападение.
24 декабря 2015 года Курганский областной суд приговорил за разбойные нападения, повлекшие тяжкий вред здоровью потерпевших, покушения на убийство, хищения чужого имущества и другие преступления Игоря Петрова к 12 годам лишения свободы, Николая Бабушева — к 16 годам. Оба будут отбывать наказание в колонии строгого режима.
Всего за преступления, совершенные с 2000 по 2009 год в Кургане, пока осуждены 18 участников ОПГ «Локомотив». В общей сложности (исключая пожизненный срок), преступники получили 228 лет лишения свободы.